# Ecsenius stictus
Ecsenius stictus är en fiskart som beskrevs av Springer, 1988. Ecsenius stictus ingår i släktet Ecsenius och familjen Blenniidae. Inga underarter finns listade i Catalogue of Life.